# Космодрум
Космодрумът е наземно съоръжение, оборудвано за подготвяне и изстрелване на космически апарати в космическото пространство. Космодрумите са и специализирани центрове за подготовка и обучение на специалисти (космонавти) в областта на космическите полети. Съоръжението служи и като наземен навигационен център, контролиращ дейността на апаратите преди и по време на изстрелване. Днес по-големи космодруми има в Северна Америка, Азия и Южна Америка.
При строежа на космодруми се предпочитат места около екватора, за да се използва максимално ротационната сила на Земята, както и да се улесни достигането на геостационарна орбита. Също така се предпочитат и местности в съседство с големи водни площи от гледна точка на безопасността.
Площадката за изстрелването на ракетата може да е снабдена с подземен лабиринт от канали, които малко преди старта на ракетата се изпълват с вода, за да се намалят максимално вибрациите.

## Космодруми
- Байконур (Казахстан)
- Плесецк (Русия)
- Капустин Яр (Русия)
- Космически център Джон Ф. Кенеди (САЩ)
- Космически център Гвиана (космодрум на ЕКА във Френска Гвиана).

## Космически туризъм
Новоформиралата се индустрия космически туризъм е цел на космодрумите навсякъде по планетата: Дубай в ОАЕ, Калифорния, Оклахома, Ню Мексико, Флорида, Вирджиния, и Аляска в САЩ. Също така и руския космодрум Байконур и най-вероятно австралийска ракетна площадка, която ще бъде построена за изстрелване на руски космически кораби.